# Caserne Souham
La caserne Souham ou caserne Saint-Maurice, est une ancienne caserne militaire située place Saint-Hubert, (auparavant rue des Canonniers), à Lille, dans le département du Nord, en France. Partiellement démolie au début des années 1980, les façades et toitures de tous les bâtiments subsistants ainsi que les murs de clôture de la caserne ont été inscrits au titre des monuments historiques en 1985.
Ce site est desservi par la station de métro Gare Lille-Flandres.

## Histoire
La caserne est construite au début du XVIIe siècle à la suite d’une extension de la ville. À l'époque, les bâtiments militaires sont abrités derrière le bastion Saint-Maurice de l'enceinte construite de 1617 à 1622. Incendiée en 1792 lors du siège de la ville par les Autrichiens, la caserne est restaurée dans les années qui suivent.
Au début des années 1980, la caserne est partiellement démolie. Ne subsistent alors que trois bâtiments et l'ancienne conciergerie. Du bastion, il ne reste que le tracé et un vestige de la courtine à laquelle il était relié.
En 1994, les trois édifices militaires subsistants sont rénovés pour accueillir une unité du CNRS, la maison européenne des sciences de l'homme et de la société (MESHS). Ils sont complétés en 2003 d'un bâtiment moderne scindé en deux corps, dit bâtiment Souham 3. L'ancienne conciergerie est quant à elle occupée par la police municipale.
Le centre commercial et hôtel Mama Shelter établi sur le pourtour de l'ancien bastion est ouvert en 2019.